# Anorotsangana
Anorotsangana is een plaats in Madagaskar gelegen in de regio Diana. In 2001 telde de plaats bij de volkstelling 5250 inwoners.
In de plaats is basisonderwijs beschikbaar. 40 % van de bevolking is landbouwer en 21,3 % van de bevolking houdt zich bezig met de veeteelt. Er wordt met name koffie en kokos verbouwd, maar peper en rijst komt ook voor. Industriesector en dienstensector is goed voor respectievelijk 0,5 % en 0,2 % van de bevolking. Verder voorziet 38% van de bevolking zich via visserij in levensonderhoud.